# ARKive

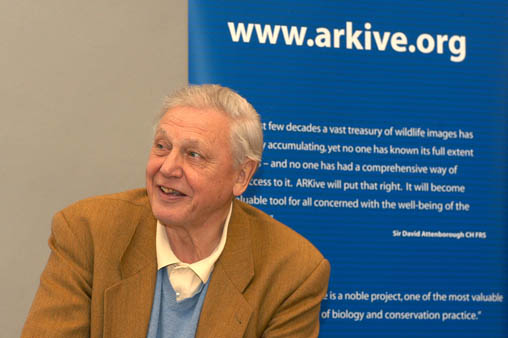
David Attenborough na apresentação de ARKive em 2003

ARKive é um coleção de filmes, fotografias e ficheiros de som, acompanhadas de textos, sobre espécies biológica. O projeto começou em 2003 impulsionado por David Attenborough.